# 学校法人岩崎学園
学校法人岩崎学園（がっこうほうじんいわさきがくえん）は、横浜市西区に本部を置く学校法人。7校の専門学校と1校の大学院大学を中心に、幼稚園から職業訓練、生涯学習まで幅広い教育活動を展開している。また、文化事業として岩崎博物館［ゲーテ座記念］を運営している。

## 沿革

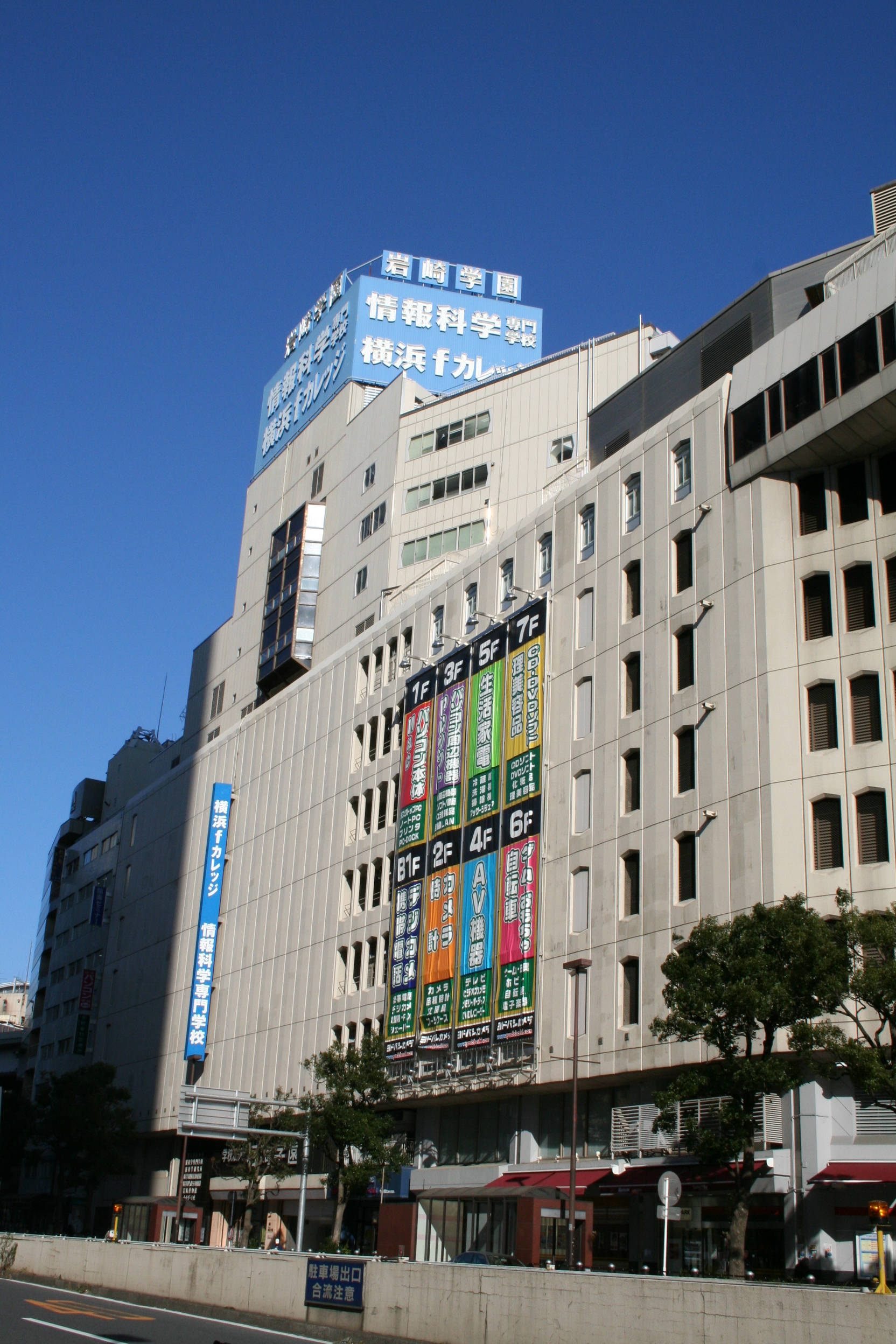
横浜ｆカレッジ

- 1927年（昭和2年）    - 岩崎春子（創立者　初代理事長）が横浜洋裁専門女学院を創立
- 1973年（昭和48年） - 「岩崎学園ビル」完成
- 1975年（昭和50年） - 岩崎学園附属幼稚園開園
- 1976年（昭和51年） - 岩崎学園附属磯子幼稚園開園
- 1980年（昭和55年） - 岩崎博物館［ゲーテ座記念］完成
- 1981年（昭和56年） - 情報科学研究所開設
- 1982年（昭和57年） - 岩崎ともみ、理事長就任
- 1983年（昭和58年） - 情報科学専門学校開校
- 1988年（昭和63年） - 岩崎学園新横浜1号館完成
- 1989年（平成元年） - 情報科学専門学校新横浜校開校、岩崎ファッション工科専門学校開校
- 1998年（平成10年） - 横浜リハビリテーション専門学校開校、岩崎幸雄 理事長就任、岩崎ともみ 学園長就任
- 1999年（平成11年） - 岩崎ファッション工科専門学校を横浜デジタルアーツ専門学校に校名変更
- 2001年（平成13年） - 横浜洋裁学院を横浜fカレッジに校名変更
- 2004年（平成16年） - 情報セキュリティ大学院大学開学
- 2007年（平成19年） - 横浜保育福祉専門学校・岩崎学園東戸塚保育園・岩崎学園品濃町放課後児童クラブ［大地］・［大空］開設
- 2010年（平成22年） - 岩崎学園新横浜保育園、岩崎学園新横浜放課後児童クラブ開設
- 2012年（平成24年） - 岩崎学園新横浜第二保育園開園、情報科学専門学校新横浜校を横浜医療情報専門学校に校名変更
- 2014年（平成26年） - 横浜実践看護専門学校開校
- 2017年（平成29年） - 学園創立90周年
- 2018年（平成30年） - 岩崎文裕 理事長就任

## 本部所在地
- 神奈川県横浜市神奈川区鶴屋町2丁目17番 相鉄岩崎学園ビル

## 設置学校・施設
大学院大学
- 情報セキュリティ大学院大学

専門学校
- 横浜fカレッジ
- 情報科学専門学校
- 横浜スポーツ&医療ウェルネス専門学校
- 横浜デジタルアーツ専門学校
- 横浜リハビリテーション専門学校
- 横浜保育福祉専門学校
- 横浜実践看護専門学校

保育園・幼稚園
- 岩崎学園東戸塚保育園
- 岩崎学園新横浜保育園
- 岩崎学園新横浜第二保育園
- 岩崎学園附属幼稚園
- 岩崎学園附属磯子幼稚園

放課後児童クラブ

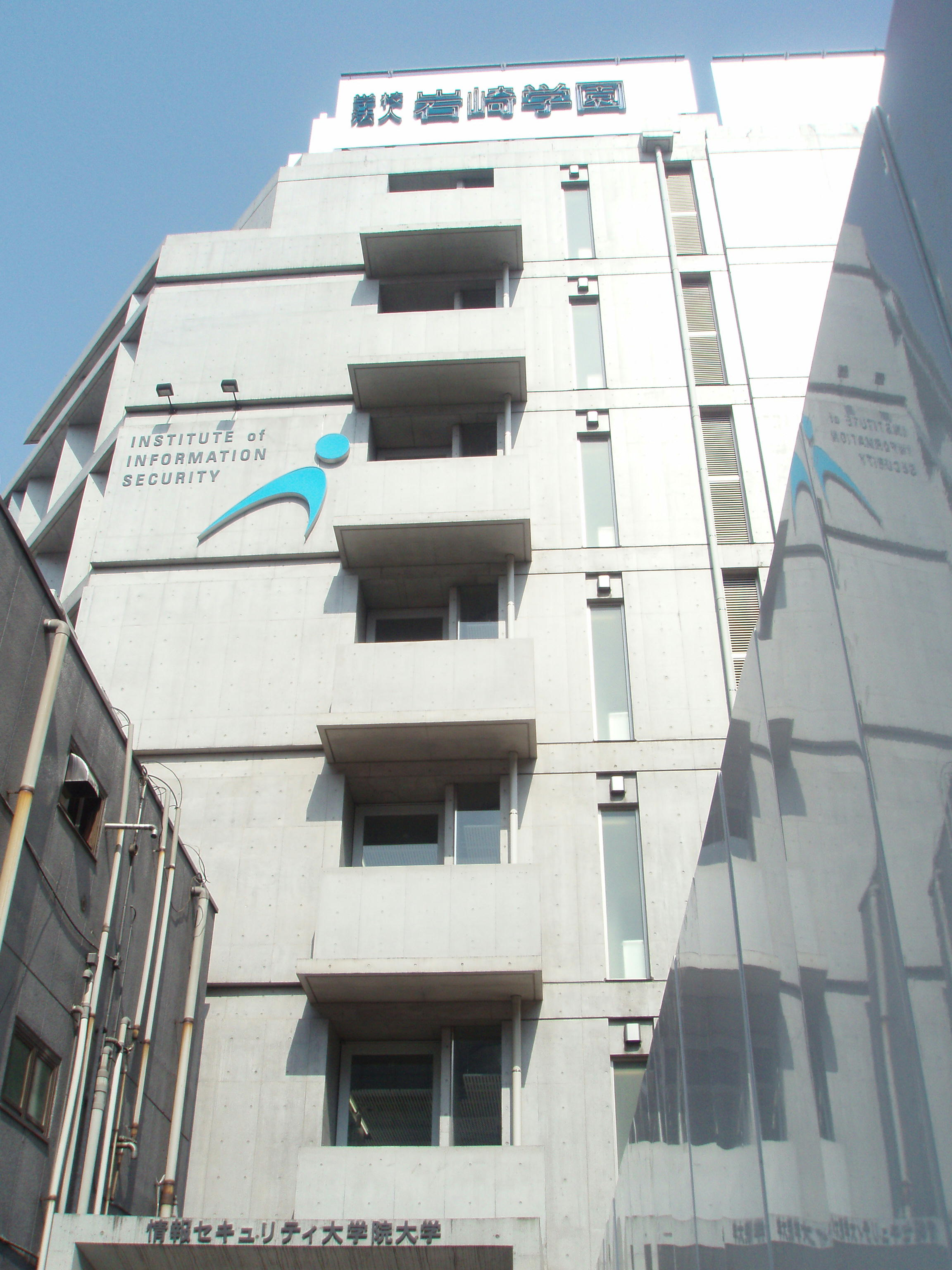
情報セキュリティ大学院大学

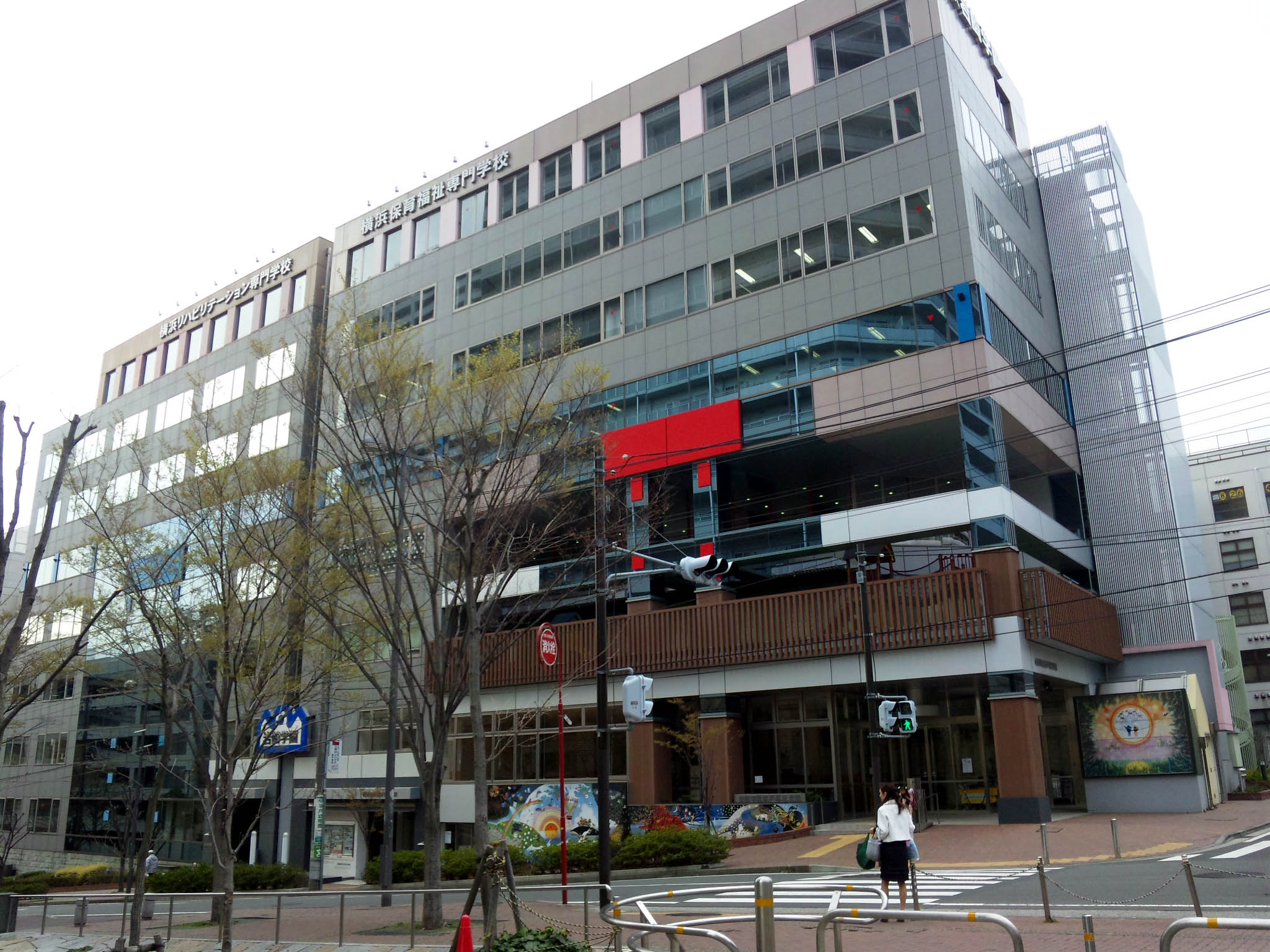
横浜保育福祉専門学校と付属する品濃町放課後児童クラブ（右）と横浜リハビリテーション専門学校（左）
横浜市戸塚区品濃町

- 岩崎学園品濃町放課後児童クラブ［大地］・［大空］
- 岩崎学園新横浜放課後児童クラブ

博物館
- 岩崎博物館［ゲーテ座記念］

## 社会との連携
- 大規模イベントへの参画 - 世界トライアスロンシリーズ横浜大会、横浜開港祭、横浜マラソン等、横浜を代表するイベントに協賛。学生は制作協力やボランティアに参加している。

## みなとみらい60・61街区への事業参加
みなとみらい60・61街区の開発事業計画「Linkage Terrace Project」の事業者として、ケン・コーポレーションや鹿島建設らと共に参加している。計画では東棟（地上27階・地下1階/2029年2月竣工予定）と西棟（地上13階・地下1階/2028年8月竣工予定）を建設し、西棟の施設には当学園が運営する専門学校が予定されている。